# 순천시 (1950년 선거구)
순천시는 대한민국의 옛 국회의원 선거구이다. 당시 전라남도 순천시 지역을 관할했다.

## 역사
1949년 8월 14일, 순천군 순천읍·도사면·해룡면 일부가 순천부로 분리되었으며 이내 순천부는 순천시로 개칭되었다. 이에 제2대 국회의원 선거를 앞두고 순천시 전 지역을 관할하는 선거구로 신설되었다.
제6대 국회의원 선거를 앞두고 승주군 선거구와 통합되면서 순천시·승주군 선거구를 이루게 됨에 따라 폐지되었다.

## 역대 국회의원
| 선거   | 정당 | 정당       | 의원   |
| ------ | ---- | ---------- | ------ |
| 1950년 |      | 민주국민당 | 김양수 |
| 1954년 |      | 무소속     | 윤형남 |
| 1958년 |      | 민주당     | 윤형남 |
| 1960년 |      | 민주당     | 윤형남 |

## 역대 선거 결과

### 대한민국 제2대 국회의원 선거
|  | 47.06% |

|  | 26.39% |

|  | 8.90% |

|  | 6.78% |

|  | 6.10% |

|  | 4.74% |

### 대한민국 제3대 국회의원 선거
|  | 33.19% |

|  | 20.31% |

|  | 17.00% |

|  | 16.32% |

|  | 13.16% |

|  | 0% |

### 대한민국 제4대 국회의원 선거
|  | 45.18% |

|  | 32.14% |

|  | 11.37% |

|  | 11.28% |

### 대한민국 제5대 국회의원 선거
|  | 42.71% |

|  | 38.68% |

|  | 15.10% |

|  | 3.50% |